# 歐羅巴塔 (維爾紐斯)
歐羅巴塔 是立陶宛首都維爾紐斯的一座建築，高度为148米，是波羅的海三國最高的建築物。歐羅巴塔在2004年5月1日对外开放，该建筑的建立是庆祝立陶宛加入歐盟活动的一部分。由於該建築破壞了維爾紐斯舊城區的天際線，因此引發一些團體的反對，但各界普遍認為歐羅巴塔是現代維爾紐斯的地標之一。歐羅巴塔的頂部有一個觀景台，高114米。建築的總高度有148米。